# 千葉洪胤
千葉 洪胤（ちば ひろたね）は、江戸時代後期の正親町三条家の諸大夫。加田範胤の孫。

## 概要
慶応元年（1865年）閏5月7日には、正親町三条実愛によって千葉氏を継承した。同月16日には従六位下・美濃守に叙任された。
明治期には嵯峨公勝の家扶を務めた。